# Mineral Springs (Arkansas)
Mineral Springs è una città degli Stati Uniti d'America situata nel sud-ovest dello Stato dell'Arkansas. Fa parte della Contea di Howard.

## Geografia fisica
Mineral Springs si situa a 33°52′35″N, 93°55′7″O. L'U.S. Census Bureau certifica che Mineral Springs occupa un'area totale di 6 km², di cui 5,90 km² di terra e 0,10 km² di acqua.

## Società

### Evoluzione demografica
Al censimento del 2000, risultarono 1 264 abitanti, 466 nuclei familiari e 354 famiglie residenti in città. Ci sono 519 alloggi con una densità di 86.7/km². La composizione etnica della città è 51.19% bianchi, 41.46% neri o afroamericani, 0.16% nativi americani, 0.08% asiatici, 5.78% di altre razze e 10.92% ispanici e latino-americani. Dei 466 nuclei familiari il 40.3% ha figli di età inferiore ai 18 anni che vivono in casa, 51.7% sono coppie sposate che vivono assieme, 19.7% è composto da donne con marito assente, e il 24% sono non-famiglie. Il 20.8% di tutti i nuclei familiari è composto da singoli 10.7% da singoli con più 65 anni di età. La dimensione media di un nucleo familiare è di 2.71 mentre la dimensione media di una famiglia è di 3.07. La suddivisione della popolazione per fasce d'età è la seguente: 30.5% sotto i 18 anni, 7.8% dai 18 ai 24, 29.5% dai 25 ai 44, 20.8% dai 45 ai 64, e il 11.4% oltre 65 anni. L'età media è di 33 anni. Per ogni 100 donne ci sono 92.1 maschi. Per ogni 100 donne sopra i 18 anni, ci sono 83.9 maschi. Il reddito medio di un nucleo familiare è di $29,853 mentre per le famiglie è di $31,150. Gli uomini hanno un reddito medio di $24,286 contro $16,775 delle donne. Il reddito pro capite della città è di $12,477. Circa il 16.2% delle famiglie e il 21.1% della popolazione è sotto la soglia della povertà. Sul totale della popolazione il 26.5% dei minori di 18 anni e il 14.8% di chi ha più di 65 anni vive sotto la soglia della povertà.